# Sedum borissovae
Sedum borissovae là một loài thực vật có hoa trong họ Crassulaceae. Loài này được Balk. miêu tả khoa học đầu tiên năm 1953.